# Negramaro
Negramaro ist eine italienische Pop-Rock-Band. Gegründet wurde sie 2001 in der Provinz Lecce, der Name leitet sich von der Weinsorte Negroamaro ab, die dort heimisch ist. Die Mitglieder der Band sind Giuliano Sangiorgi, Emanuele Spedicato, Ermanno Carlà, Danilo Tasco, Andrea Mariano und Andrea De Rocco.

## Bandgeschichte

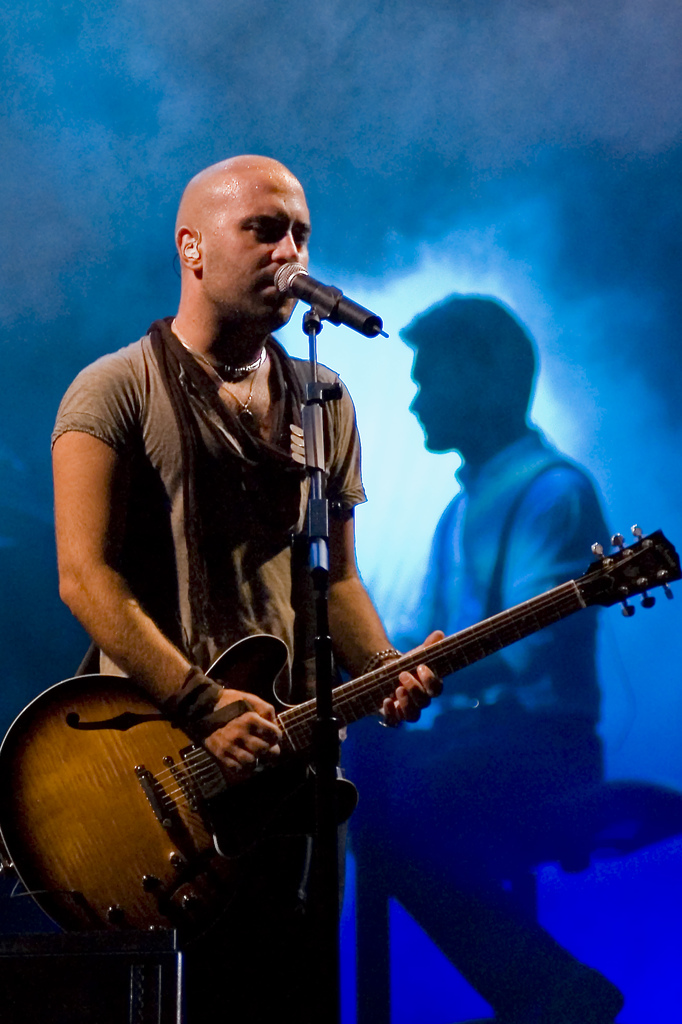
Frontman Giuliano Sangiorgi

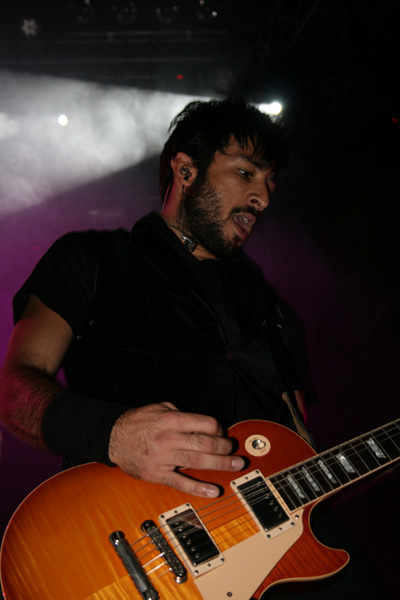
Gitarrist Emanuele Spedicato

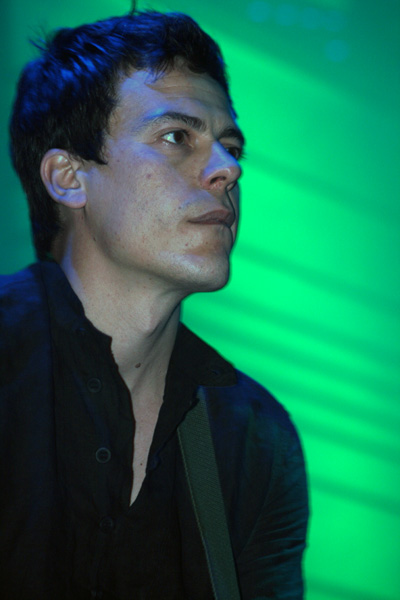
Bassist Ermanno Carlà

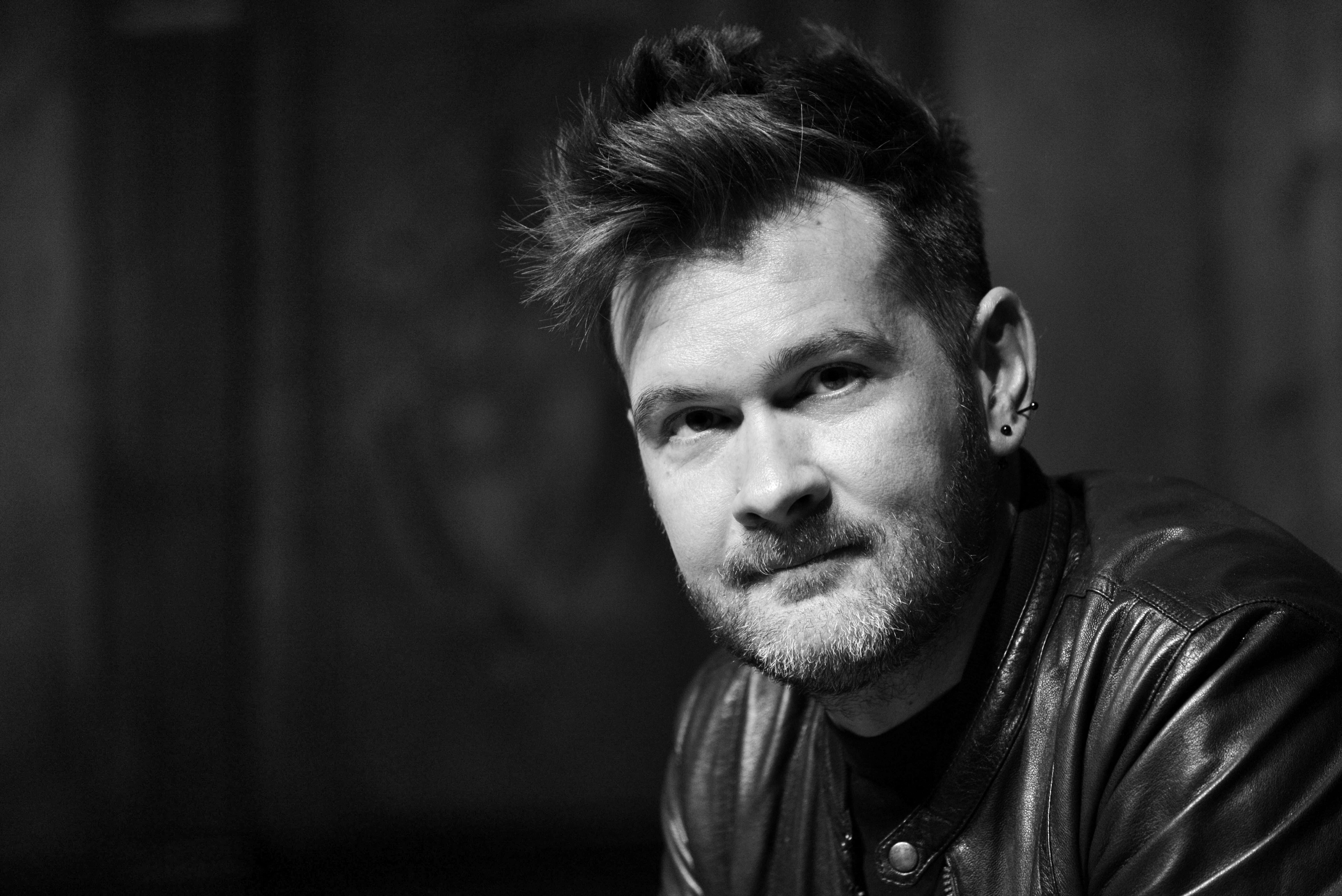
Keyboarder Andrea Mariano

Erste Auftritte hatte die Gruppe als Vorband von The Rasmus, Negrita oder Afterhours. 2001 gelangte sie ins Finale des MTV-Wettbewerbs Brand New Talent. Anfang 2003 erschien beim Label Sugar ihr erstes selbstbetiteltes Album, das jedoch kein Erfolg wurde. Nach einer Tournee veröffentlichte die Band 2004 mit 000577 eine neue Version des Debütalbums, in Zusammenarbeit mit Corrado Rustici. Das Lied Come sempre wurde von Alessandro D’Alatri für einen Werbespot zum fünfzigsten Jubiläum des öffentlichen Rundfunks RAI ausgewählt.
Mit Mentre tutto scorre trat Negramaro 2005 beim Sanremo-Festival an. Obgleich es der Beitrag in der Newcomer-Kategorie nicht einmal ins Halbfinale schaffte, wurde er ex aequo mit dem Siegerlied von Francesco Renga mit dem Sonderpreis der Journalisten ausgezeichnet. Das Lied ging dem gleichnamigen Album voraus und wurde der Titelsong des Films La febbre von D’Alatri. Sowohl das Album und die anschließende Tournee waren ein großer Erfolg. Bei Festivalbar wurde die Band für Estate als Entdeckung des Jahres ausgezeichnet.
Nach Aufnahmen im kalifornischen Sausalito, weiterhin unter der Leitung von Rustici, ließ Negramaro 2007 das Album La finestra folgen, das Platz eins der Charts erreichte. Mit der Single Parlami d’amore daraus gewann die Band Festivalbar 2007. Weitere Singles waren L’immenso und Cade la pioggia, letzteres mit Beteiligung von Jovanotti. Der Dokumentarfilm Dall’altra parte della luna von Dario Baldi und Davide Marengo porträtierte in diesem Jahr die Geschichte der Band und wurde bei den Internationalen Filmfestspielen von Venedig vorgestellt. Frontman Sangiorgi nahm Ende des Jahres außerdem zusammen mit Dolores O’Riordan für den Soundtrack des Films Camorra Vendetta von Marco Martano das Lied Senza fiato auf.
Am 31. Mai 2008 hatte Negramaro als erste italienische Band ein Konzert in San Siro vor über 40.000 Zuschauern, gefolgt von einem Livealbum. Das live präsentierte Modugno-Cover Meraviglioso wurde der erste Nummer-eins-Hit der Band. 2010 erschien mit Casa 69 das nächste Studioalbum, ein weiteres Nummer-eins-Album. Singles daraus waren Sing-hiozzo und Basta così (im Duett mit Elisa). 2011 war die Band wieder für einen Soundtrack verantwortlich, diesmal für Michele Placidos Engel des Bösen – Die Geschichte eines Staatsfeindes. Im folgenden Jahr erschien die erste Kompilation, Una storia semplice, ein Doppelalbum mit sechs unveröffentlichten Liedern. Für die Fußball-Weltmeisterschaft 2014 in Brasilien steuerte Negramaro mit Un amore così grande 2014 (Original von Mario Del Monaco) die offizielle Hymne der italienischen Nationalmannschaft bei.
Im Jahr 2015 erschien das neue Album La rivoluzione sta arrivando, dem die Singles Sei tu la mia città und Attenta vorausgingen. Daran schloss eine mehrteilige Tournee an. 2017 veröffentlichte die Band den Nachfolger Amore che torni, ein weiteres Nummer-eins-Album. Beim Sanremo-Festival 2018 trat sie als Stargast auf. Die folgende Tournee wurde davon überschattet, dass Gitarrist Spedicato im September 2018 eine Hirnblutung erlitt und temporär ersetzt werden musste. Im Oktober 2020, während der COVID-19-Pandemie, erschien schließlich das Konzeptalbum Contatto, das noch vor der Pandemie entstanden war.
Nach einer Unplugged-Tournee 2022 feierte die Band 2023 ihr 20-jähriges Bühnenjubiläum mit dem mehrteiligen Projekt N20.

## Diskografie

### Alben
| Jahr | Titel Musiklabel                         | Höchstplatzierung, Gesamtwochen, AuszeichnungChartplatzierungen (Jahr, Titel, Musiklabel, Platzierungen, Wochen, Auszeichnungen, Anmerkungen) | Höchstplatzierung, Gesamtwochen, AuszeichnungChartplatzierungen (Jahr, Titel, Musiklabel, Platzierungen, Wochen, Auszeichnungen, Anmerkungen) | Anmerkungen                                                             |
| Jahr | Titel Musiklabel                         | IT | CH | Anmerkungen                                                             |
| ---- | ---------------------------------------- | --- | --- | ----------------------------------------------------------------------- |
| 2003 | Negramaro Sugar Music                    | — | — | Erstveröffentlichung: 2003                                              |
| 2004 | 000577 Sugar Music                       | IT96 (2 Wo.)IT | — | Erstveröffentlichung: 27. Juni 2004                                     |
| 2005 | Mentre tutto scorre Sugar Music          | IT3 Platin · (192 Wo.)IT | — | Erstveröffentlichung: 4. März 2005 Verkäufe: + 60.000                   |
| 2007 | La finestra Sugar Music                  | IT1 Platin · (… Wo.)IT | CH96 (2 Wo.)CH | Erstveröffentlichung: 8. Juni 2007 Verkäufe: + 60.000                   |
| 2008 | San Siro Live Sugar Music                | IT4 ×2Doppelplatin · (83 Wo.)IT | — | Erstveröffentlichung: 21. November 2008 Verkäufe: + 140.000; Livealbum  |
| 2010 | Casa 69 Sugar Music                      | IT1 ×4Vierfachplatin · (100 Wo.)IT | — | Erstveröffentlichung: 16. November 2010 Verkäufe: + 240.000             |
| 2012 | Una storia semplice Sugar Music          | IT1 ×3Dreifachplatin · (172 Wo.)IT | — | Erstveröffentlichung: 6. November 2012 Verkäufe: + 180.000; Kompilation |
| 2015 | La rivoluzione sta arrivando Sugar Music | IT1 ×2Doppelplatin · (63 Wo.)IT | — | Erstveröffentlichung: 25. September 2015 Verkäufe: + 100.000            |
| 2017 | Amore che torni                          | IT1 ×2Doppelplatin · (76 Wo.)IT | CH91 (1 Wo.)CH | Erstveröffentlichung: 17. November 2017 Verkäufe: + 100.000             |
| 2020 | Contatto                                 | IT2 Gold · (20 Wo.)IT | CH79 (1 Wo.)CH | Erstveröffentlichung: 13. November 2020 Verkäufe: + 25.000              |
| 2023 | N20 – Tour 2023 Setlist                  | IT84 (2 Wo.)IT | — | Erstveröffentlichung: 9. Juni 2023 Kompilation                          |
| 2024 | Negramaro – Tour Stadi 2024 Setlist      | IT45 Gold · (31 Wo.)IT | — | Erstveröffentlichung: 15. Juni 2024 Verkäufe: + 25.000; Kompilation     |
| 2024 | Free Love                                | IT8 (5 Wo.)IT | — | Erstveröffentlichung: 22. November 2024                                 |

### Singles
| Jahr | Titel Album                                          | Höchstplatzierung, Gesamtwochen, AuszeichnungChartsChartplatzierungen (Jahr, Titel, Album, Platzierungen, Wochen, Auszeichnungen, Anmerkungen) | Anmerkungen                                                                                             |
| Jahr | Titel Album                                          | IT | Anmerkungen                                                                                             |
| --- | ---------------------------------------------------- | --- | --- |
| 2005 | Mentre tutto scorre                                  | IT9 Platin · (22 Wo.)IT | Erstveröffentlichung: 7. Februar 2005 Verkäufe: + 50.000                                                |
| 2006 | Nuvole e lenzuola Mentre tutto scorre                | IT10 Gold · (16 Wo.)IT | Erstveröffentlichung: 26. Mai 2006 Verkäufe: + 25.000                                                   |
| 2007 | Parlami d’amore La finestra                          | IT2 Gold · (30 Wo.)IT | Erstveröffentlichung: 25. Mai 2007 Verkäufe: + 25.000                                                   |
| 2007 | L’immenso La finestra                                | IT36 Gold · (4 Wo.)IT | Erstveröffentlichung: 16. September 2007 Verkäufe: + 50.000                                             |
| 2007 | Cade la pioggia La finestra                          | IT15 Gold · (15 Wo.)IT | Erstveröffentlichung: 1. September 2007 Verkäufe: + 25.000; feat. Jovanotti                             |
| 2008 | Via le mani dagli occhi La finestra                  | IT17 Gold · (18 Wo.)IT | Erstveröffentlichung: 28. März 2008 Verkäufe: + 25.000                                                  |
| 2008 | Un passo indietro La finestra                        | IT30 (15 Wo.)IT | Erstveröffentlichung: 5. September 2008                                                                 |
| 2008 | Meraviglioso San Siro live                           | IT1 ×2Doppelplatin · (92 Wo.)IT | Erstveröffentlichung: 24. November 2008 Verkäufe: + 60.000; Coverversion; Original von Domenico Modugno |
| 2010 | Sing-hiozzo Casa 69                                  | IT2 Gold · (16 Wo.)IT | Erstveröffentlichung: 22. Oktober 2010 Verkäufe: + 15.000                                               |
| 2011 | Voglio molto di più Casa 69                          | IT89 (2 Wo.)IT | Erstveröffentlichung: 21. Januar 2011                                                                   |
| 2011 | Basta così Casa 69                                   | IT7 (32 Wo.)IT | Erstveröffentlichung: 15. April 2011 mit Elisa                                                          |
| 2011 | Io non lascio traccia Casa 69                        | IT50 (2 Wo.)IT | Erstveröffentlichung: 9. September 2011                                                                 |
| 2012 | Londra brucia Casa 69                                | IT41 (14 Wo.)IT | Erstveröffentlichung: 27. Januar 2012                                                                   |
| 2012 | Ti è mai successo? Una storia semplice               | IT3 Platin · (21 Wo.)IT | Erstveröffentlichung: 21. September 2012 Verkäufe: + 30.000                                             |
| 2012 | Sole Una storia semplice                             | IT29 Gold · (17 Wo.)IT | Erstveröffentlichung: 30. November 2012 Verkäufe: + 15.000                                              |
| 2013 | Una storia semplice                                  | IT33 (3 Wo.)IT | Erstveröffentlichung: 8. März 2013                                                                      |
| 2013 | Sei Una storia semplice                              | IT37 Platin · (12 Wo.)IT | Erstveröffentlichung: 6. September 2013 Verkäufe: + 50.000                                              |
| 2014 | Un amore così grande 2014 –                          | IT2 Platin · (18 Wo.)IT | Erstveröffentlichung: 14. April 2014 Verkäufe: + 30.000; Coverversion; Original von Mario Del Monaco    |
| 2015 | Sei tu la mia città La rivoluzione sta arrivando     | IT26 Gold · (9 Wo.)IT | Erstveröffentlichung: 24. April 2015 Verkäufe: + 25.000                                                 |
| 2015 | Attenta La rivoluzione sta arrivando                 | IT25 ×2Doppelplatin · (22 Wo.)IT | Erstveröffentlichung: 7. August 2015 Verkäufe: + 100.000                                                |
| 2015 | Il posto dei santi La rivoluzione sta arrivando      | IT52 Platin · (15 Wo.)IT | Erstveröffentlichung: 20. November 2015 Verkäufe: + 50.000                                              |
| 2019 | Cosa c’è dall’altra parte –                          | IT60 (2 Wo.)IT | Erstveröffentlichung: 15. Februar 2019                                                                  |
| 2020 | Better Days – Giorni migliori –                      | IT38 (14 Wo.)IT | Erstveröffentlichung: 29. Mai 2020 mit OneRepublic                                                      |
| 2020 | Contatto                                             | IT42 Gold · (9 Wo.)IT | Erstveröffentlichung: 9. Oktober 2020 Verkäufe: + 35.000                                                |
| 2023 | Diamanti N20 – Tour 2023 Setlist                     | IT42 Platin · (13 Wo.)IT | Erstveröffentlichung: 16. März 2023 Verkäufe: + 100.000; mit Elisa & Jovanotti                          |
| 2023 | Fino al giorno nuovo Free Love                       | IT45 (1 Wo.)IT | Erstveröffentlichung: 14. September 2023 feat. Fabri Fibra                                              |
| 2024 | Ricominciamo tutto Free Love                         | IT26 Gold · (4 Wo.)IT | Erstveröffentlichung: 7. Februar 2024 Verkäufe: + 50.000; Beitrag zum Sanremo-Festival 2024             |
| 2024 | Luna piena Free Love                                 | IT90 (1 Wo.)IT | Erstveröffentlichung: 19. April 2024                                                                    |
| Folgende Lieder erschienen nicht als Single, wurden aber durch das Album zum Download und Streaming bereitgestellt und konnten somit eine Platzierung erlangen: |                                                      | | |
| |                                                      | | |
| 2012 | Ottobre rosso Una storia semplice                    | IT63 (1 Wo.)IT | |
| 2012 | La giostra Una storia semplice                       | IT78 (1 Wo.)IT | |
| 2012 | E così sia Una storia semplice                       | IT99 (1 Wo.)IT | |
| 2012 | Malinconie Una storia semplice                       | IT100 (1 Wo.)IT | |
| 2013 | Solo x te + Ghost Track: Trouble Una storia semplice | IT94 (1 Wo.)IT | |
| 2020 | Non è vero niente Contatto                           | IT74 (1 Wo.)IT | feat. Madame                                                                                            |

Weitere Singles
- 2005: Estate – IT: ×2Doppelplatin  (100.000+)[7]
- 2005: Solo per te – IT: Gold (25.000+)[7]
- 2005: Solo3min – IT: Platin (30.000+)[7]
- 2016: L’amore qui non passa
- 2016: Tutto qui accade – IT: Gold (25.000+)[7]
- 2016: Lo sai da qui – IT: Gold (25.000+)[7]
- 2017: Fino all’imbrunire – IT: ×2Doppelplatin  (100.000+)[7]
- 2018: La prima volta – IT: Platin (50.000+)[7]
- 2018: Amore che torni – IT: Platin (50.000+)[7]
- 2018: Per uno come me – IT: Platin (70.000+)[7]

## Belege
1. ↑  Matteo Cruccu: Negramaro, un pop da bere. In: Corriere della Sera. 19. April 2005, S. 59 (corriere.it (Memento vom 9. März 2014 im Internet Archive) [abgerufen am 20. November 2016]).
2. ↑  “Angelo” di Renga vince il Festival. In: Panorama.it. Arnoldo Mondadori Editore, archiviert vom Original am 1. Dezember 2016; abgerufen am 20. November 2016 (italienisch).  Info: Der Archivlink wurde automatisch eingesetzt und noch nicht geprüft. Bitte prüfe Original- und Archivlink gemäß Anleitung und entferne dann diesen Hinweis.
3. ↑  Vincitori Anno 2005. In: Festivalbar.it. PromoEsse, abgerufen am 20. November 2016 (italienisch).
4. ↑  Vincitori Anno 2007. In: Festivalbar.it. PromoEsse, abgerufen am 20. November 2016 (italienisch).
5. ↑  Negramaro, “Un amore così grande”. In: VelvetMusic.it. MetUp, 15. April 2014, archiviert vom Original am 1. Dezember 2016; abgerufen am 20. November 2016 (italienisch).
6. ↑  Chartquellen (Alben):
  - Guido Racca & Chartitalia: Top 100 FIMI Album. Lulu, 2013, S. 144 (IT bis 2012).
  - Alben von Negramaro. In: Italiancharts.com. Hung Medien, abgerufen am 20. November 2016 (IT).
  - Alben von Negramaro. In: Hitparade.ch. Hung Medien, abgerufen am 20. November 2016 (CH).
7. 1 2 3 4 5 6 7 8 9 10 11 12 13 14 15 16 17 18 19 20 21 22 23 24 25 26 27 28 29 30 31 32 33 34 35 36 37  Certificazioni. FIMI, abgerufen am 9. Juni 2025 (italienisch).
8. ↑  Chartquellen (Singles):
  - Guido Racca & Chartitalia: Top 100 FIMI Singoli. Lulu, 2013, S. 126 f. (bis 2012).
  - Archivio classifiche Top Digital. FIMI, abgerufen am 9. Juni 2025 (italienisch).